# Liste der Monuments historiques in Forges-les-Bains
Die Liste der Monuments historiques in Forges-les-Bains führt die Monuments historiques in der französischen Gemeinde Forges-les-Bains auf.

## Liste der Bauwerke
| Bezeichnung | Beschreibung | Standort | Kennzeichnung | Schutzstatus | Datum | Bild |
| ----------- | ------------ | -------- | ------------- | ------------ | ----- | ---- |
| Schloss     |              | (Lage)   | PA00087915    | Inscrit      | 1960  |      |

## Liste der Objekte
- Monuments historiques (Objekte) in Forges-les-Bains der Base Palissy des französischen Kultusministeriums